# Valsera
Valsera ist eine von sechs Parroquias und zugleich deren Verwaltungssitz in der Gemeinde Las Regueras der autonomen Region Asturien in Spanien. Die 616 Einwohner (2011) leben in 9 Dörfern, auf einer Fläche von 13,52 km².
Der Rio Nalón durchquert die Parroquia.

## Sehenswürdigkeiten
- Pfarrkirche Santa Maria
- Kirche San Pedro de Nora

## Am Jakobsweg
Durch das Kirchspiel führt der älteste Teil des Jakobswegs, der Camino Primitivo. Den Pilgern steht ein  Refugio zur Verfügung.

## Dörfer und Weiler im Parroquia
Einwohnerzahlen Stand 1. Januar 2011
- Escamplero (L'escampleru im asturischen) 213 Einwohner 43° 26′ 47″ N, 5° 57′ 39″ W
- Gallegos 101 Einwohner
- Pumeda (Pumea) 10 Einwohner
- Quejo (Quexu) 30 Einwohner 43° 22′ 40″ N, 5° 56′ 31″ W
- Rañeces (RAÑECES) 58 Einwohner 43° 23′ 1″ N, 5° 57′ 35″ W
- San Pedro de Nora (San Pedru Nora) 48 Einwohner
- Tahoces (Taoces) 41 Einwohner 43° 23′ 16″ N, 5° 58′ 17″ W
- Tamargo (Tamargu) 40 Einwohner 43° 24′ 8″ N, 5° 56′ 43″ W
- Valsera (Balsera) 45 Einwohner 43° 24′ 7″ N, 5° 57′ 33″ W